# Octavius (statek)

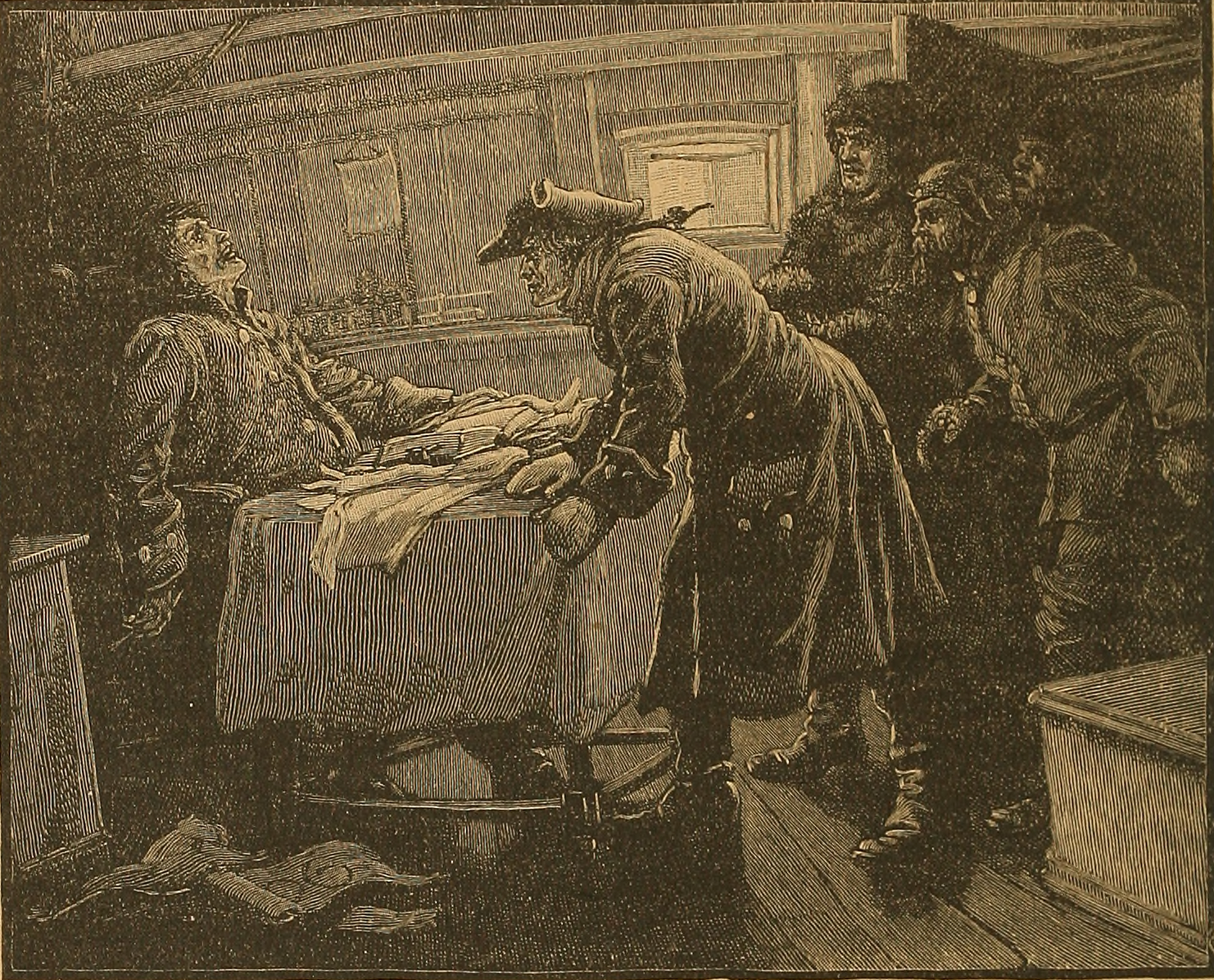
Ilustracja do opowiadania A Frozen Crew (1893)

Octavius – legendarny XVIII-wieczny statek widmo, który miał dryfować u wybrzeży Grenlandii z zamarzniętą załogą na pokładzie, zanim został odkryty przez inną jednostkę.

## Legenda
Według legendy Octavius miał być trzymasztowym szkunerem który został znaleziony 11 października 1775 roku. Załoga statku wielorybniczego Herald, zauważywszy że napotkany przez nich okręt jest bezludny, miała wejść na jego pokład i znaleźć pod nim całą 28 osobową załogę, martwą i zamarzniętą a ich ciała mały być niemal idealnym stanie.
Martwego kapitana rzekomo znaleziono w swojej kabinie, siedzącego przy stole, z piórem w ręku i otwartym dziennikiem pokładowym przed sobą. Ostatni wpis miał pochodzić z 1762 roku, co sugerowało że okręt dryfował z martwą załogą po Oceanie Arktycznym przez 13 lat.
Załoga Heralda miała być tak przerażona znaleziskiem że opuściła statek, zabierając ze sobą tylko dziennik. Octavius nigdy więcej nie miał być już widziany.

## Spekulacje
Przypuszczalnie Octavius opuścił Anglię w 1761 roku i skierował się na wschód, w kierunku Chin. Po pomyślnym dotarciu do miejsca przeznaczenia, kapitan postanowił wrócić do Anglii płynąc dalej na wschód, przez Przejście Północno-Zachodnie (które wówczas było jeszcze nie zbadane). Podczas tej próby Octavius prawdopodobnie utknął w lodzie morskim na północ od Alaski i w ten sposób miałby przebyć Przejście Północno-Zachodnie docierają do Grenlandii.